# Cornelius Lacon
Cornelius Lacon, en latin Cornelius Laco, (décédé en 69), était chevalier au temps de l'Empire romain. De naissance modeste, il réussit à s'élever et finit par devenir assesseur dans l'entourage de Galba en Espagne tarragonaise.
Après son accession à l'empire, en 68, Galba fit de lui son préfet du prétoire. Dans cette position, il acquit une grande influence et était considéré à côté de Titus Vinius et de Marcianus Icelus comme l'un de trois principaux conseillers de l'empereur. Les trois cependant se jalousaient et intriguaient les uns contre les autres. Tacite décrit Lacon comme flegmatique, indécis et menteur ; on ne sait jusqu'à quel point ce jugement correspond. Après la chute de l'empereur, l'année suivante, Lacon fut, semble-t-il, exilé sur une île où il fut tué sur ordre du nouvel empereur Othon.

## Sources
- (de) Cet article est partiellement ou en totalité issu de l’article de Wikipédia en allemand intitulé « Cornelius Laco » (voir la liste des auteurs).
- Tacite: Histoires I, 6; 13; 19; 26; 33, 39; 46